# Swine
Swine is een civil parish in het bestuurlijke gebied East Riding of Yorkshire, in het Engelse graafschap East Riding of Yorkshire met 139 inwoners.

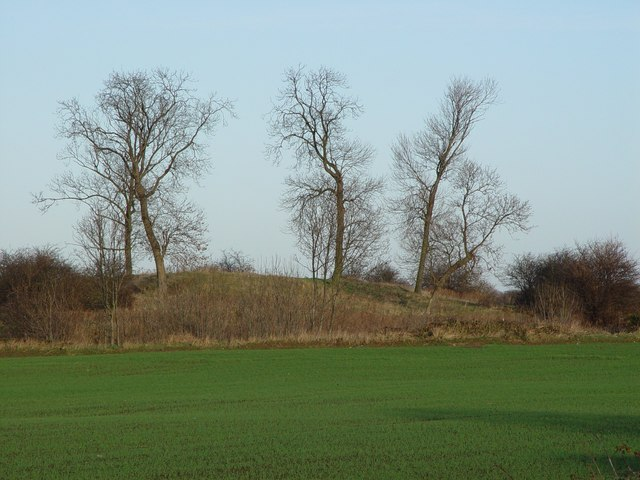
Castle Hill